# Boven-Rijn
De Boven-Rijn is een gedeeltelijk gegraven rivier die deels op de grens van Nederland en Duitsland ligt. Men spreekt echter van Rijn. De stroom heet binnen Duitsland nog Niederrhein, maar zodra op de rechteroever bij Spijk Nederland begint, verandert de naam in Boven-Rijn. Deze loopt tot de Pannerdense Kop. Vanaf het punt waarop de oorspronkelijke Waal, of Oude Waal, zich van de hoofdstroom splitst (stroomafwaarts van Tolkamer), heet de stroom ook Bijlandsch Kanaal. Vroeger had de Boven-Rijn een belangrijke zijtak, de Oude Rijn. Na het graven van het Pannerdens Kanaal verloor deze zijn belang en is deze Rijnstrang afgedamd en voor een groot deel verland. 
Het vaarwater wordt gebruikt door binnenvaartschepen tot en met CEMT-klasse VIc en pleziervaart. 
Sinds 2006 kent de Boven-Rijn een gegarandeerde diepte van 2,8 meter.